# Биднарчук, Фёдор Михайлович
Фёдор Михайлович Биднарчук (9 мая 1928 — 17 июня 2011) — сын полка в составе 54 гвардейского кавалерийского полка 14 гвардейской кавалерийской дивизии, юный герой-участник Великой Отечественной войны, общественный и хозяйственный деятель Советского Союза и Российской Федерации.

## Биография
Родился 9 мая 1928 года в Усть-Донецком Ростовской области в крестьянской семье. Во время оккупации территории Усть-Донецкого района Ростовской области остался полным сиротой. Немцы убили и мать, и отца, и двух братьев. Дотла была сожжена родная деревня,родной кров. По случайности Фёдора не было дома и он остался в живых.
Пятнадцатилетнего юношу взял с собой на фронт его родственник, Семен Григорьевич Кириллов, командир 54-го гвардейского кавалерийского полка гвардии, подполковник. Было желание отправить юного Фёдора в суворовское училище. Однако, Кириллов погиб на поле боя, а Федора оставили служить в полковой разведке. Попечительство над несовершеннолетним бойцом взял Гавриил Семенович Кудряшов, уроженец Боковского района. Но и его очень скоро отправили в госпиталь, и Фёдор стал сыном полка.
Юный герой принимал участие в боях, постоянно совершал походы в разведку. Бился с фашистскими диверсантами, принимал участие в освобождении узников фашистских лагерей. Освобождал Прагу и Варшаву, принимал участие в боях за Берлин.
В январе 1945 года получил ранение, но от госпитализации отказался, курс лечения прошёл в своём полку. Был награждён орденом Красной Звезды. В день Победы юному герою Федору Биднарчуку исполнилось семнадцать лет.
После демобилизации, весной 1946 года, трудоустроился и на протяжении пятидесяти лет отработал в финансовых органах. Был директором комбината бытового обслуживания населения, работал в должности старшего контролера-ревизора контрольно-ревизионного управления Министерства финансов РСФСР по Боковскому и Усть-Донецкому району Ростовской области.
Активно занимался общественной деятельностью - военно-патриотическим и нравственным воспитанием молодежи. Являлся участником Парада Победы на Красной площади 9 мая 2000 года.
Умер 17 июня 2011 года.

## Награды
За боевые и трудовые успехи удостоен:
- два Ордена Отечественной войны I степени
- Орден Красной Звезды,
- Медаль «За освобождение Варшавы»,
- Медаль «За освобождение Праги»,
- Медаль «За взятие Берлина»,
- Медаль «За победу над Германией в Великой Отечественной войне 1941—1945 гг.»
- Медаль «В ознаменование 100-летия со дня рождения Владимира Ильича Ленина»
- другие медали.